# Ben 10: Ultimate Alien
Ben 10: Ultimate Alien (tạm dịch: Ben 10: Người ngoài hành tinh tối thượng) là một serie phim hoạt hình của Mỹ được dựng bởi Dwayne McDuffie, Glen Murakami và studio "Man of Action" (một nhóm gồm Duncan Rouleau, Joe Casey, Joe Kelly và Steven T. Seagle), do Cartoon Network Studios sản xuất. Đây là phần tiếp theo của serie Ben 10. Lấy bối cảnh 5 năm sau loạt phim chính, cốt truyện đã trưởng thành với các nhân vật và một nền u ám hơn. Ben 10: Ultimate Alien ra mắt trên kênh Cartoon Network vào 23 tháng 4 năm 2010 tại Mỹ, và ở Canada. Loạt phim được sản xuất dưới cái tên Ben 10: Hero Generation và sau đó là. Tập cuối của Ben 10: Ultimate Alien phát sóng vào ngày 31 tháng 3 năm 2012.

## Nội dung
Phim này lấy bối cảnh 1 năm sau phần Ben 10: Alien Force, Ben nhận được Ultimate Omnitrix "Ultimatrix" từ kẻ thù cũ Albedo sau khi Omnitrix cũ bị tự huỷ trong tay Vilgax. Ultimatrix có hình dạng giống cái găng tay, bao gồm tất cả những dạng người ngoài hành tinh cũ từ Omnitrix nhưng có thể tiến hoá thành dạng Tối thượng (Ultimate). Phần này có những phản diện mới như Aggregor, Sir George và sự trở lại của Vilgax.

## Nhân vật
Benjamin Kirby Tennyson (Ben Tennyson)
Ở tuổi 16, Ben đã nổi tiếng khắp vũ trụ vì là người hùng sử dụng Omnitrix. Omnitrix đã tự huỷ sau trận chiến với Vilgax ở tập cuối Ben 10: Alien Force. Sau đó, Ben nhận được Ultimatrix - một phiên bản nâng cấp của Omnitrix cho phép nâng cấp các dạng biến hình lên dạng Tối thượng (Ultimate). Qua nhiều năm, Ben đã trưởng thành hơn.
Gwendolyn Catherine Tennyson (Gwen Tennyson)
Cô là chị em của Ben. Ở tuổi 16, Gwen tiếp tục đồng hành cùng Ben qua những cuộc phiêu lưu. Tình cảm của cô dành cho Kevin ngày càng phát triển hơn. Khi Kevin ở dạng Kevin Tối thượng, cô đã làm tất cả để giúp anh trở lại hình dạng con người, bất chấp việc Ben và ông nội Max cho rằng giết Kevin là giải pháp duy nhất và cô đã thành công khi cứu Kevin.
Kevin Ethan Levin
Kevin vẫn là đồng minh của Ben trong phần này. Mối quan hệ giữa anh và nhóm Ben ngày càng thân thiết hơn. Trong tập "Khởi nguồn của Tạo hóa" (Forge of Creation), Kevin đã hấp thụ sức mạnh các dạng biến hình của Ultimatrix và trở thành Kevin Tối thượng để cản Aggregor (lúc này ở dạng Tối thượng). Đồng thời, cậu đã hấp thụ luôn sức mạnh của hắn và trở nên điên loạn. Tuy nhiên, lòng trắc ẩn của cậu được thể hiện rõ khi cậu đã tha mạng cho Aggregor theo lời của Ben 10 tuổi. Ngoài ra, phần phim này còn đi sâu vào quá khứ của Kevin như trong tập "... Not Iron Bars a Cage", Kevin đã được Kwarrel hướng dẫn cách sử dụng sức mạnh của người Osmosian khi cậu còn bị nhốt ở Không gian ảo.
Max Tennyson
Max vẫn giữ vai trò là cố vấn của Ben, Gwen và Kevin. Đồng thời cũng bảo vệ Ben khỏi những kẻ thù cũ vì trong phần này, Ben đã trở nên nổi tiếng khắp vũ trụ nhờ chiến công của cậu và việc cậu đeo Omnitrix/Ultimatrix. Tuy nhiên, trong tập "Bản đồ Vô cực" (Map of Infinity), Max bị Aggregor Tối thượng tấn công làm tổn thương hệ thần kinh và được chữa trị ở hành tinh Galvan Mark II.
Julie Yamamoto
Julie là người Ben để ý và sau đó đã trở thành bạn gái của cậu. Cô thích chơi tennis và chăm sóc con vật cưng của mình là Ship (một sinh vật ngoài trái đất do Ben và cô tìm thấy). Julie cũng học rất giỏi và đã gia sư cho Ben trong tập "Bản sao tốt, Bản sao xấu" (Good Copy, Bad Copy) mặc dù cuối cùng Ben chỉ được điểm C+.
Aggregor
Aggregor là một người Osmosian. Hắn là kẻ bạo lực, tự cao, thích thao túng mọi thứ. Mục tiêu của Aggregor là hấp thụ sức mạnh của năm người ngoài hành tinh (sau này nằm trong Ultimatrix của Ben) để có được Bản đồ Vô cực nhằm đưa hắn tới Khởi nguồn của Tạo hóa, sau đó hấp thụ sức mạnh của một em bé Celestialsapien, chủng tộc dạng Người ngoài hành tinh X (Alien X) của Ben để chinh phục vũ trụ. Ở tập "Khởi nguồn của Tạo hóa", hắn bị Kevin Tối thượng đánh bại nhưng lại tha mạng cho hắn. Sau đó hắn bị nhốt vào Nhà giam Không gian ảo. Qua phần Omniverse thì Aggregor được tiết lộ là một Osmosian nhân tạo được Servantis tạo ra dựa trên DNA của Kevin, tuy nhiên Servantis xóa bỏ ký ức của Aggregor và cũng bỏ mặc hắn luôn.
Dagon
Dagon là một sinh vật ngoài hành tinh ngạo mạn, luôn thèm khát sức mạnh. Những lần đầu xuất hiện, Dagon được gọi là một vị thánh đã đến Trái Đất và mang tới cho con người nơi đó những công nghệ tiên tiến. Hắn có một sự trân trọng đặc biệt với Gwen (hoặc sức mạnh của cô) vì hắn cũng đã điều khiển cô để giải phong ấn. Đối thủ truyền kiếp của Dagon là Sir George, kẻ đứng đầu Hiệp sĩ Bất tử (The Forever Knight). Về sau, hắn hiện nguyên hình, đánh bại Way Big Tối thượng rồi giết Sir George. Cuối cùng, Dagon bị Ben tiêu diệt dưới thanh kiếm Ascalon (do Azmuth chế tạo).

## Video games
Monkey Bar Games và D3 Publisher đã thực hiện một video game dựa trên loạt phim cho dòng máy PlayStation 2, Nintendo DS, Wii và PSP. Các nhân vật có thể chơi trong game gồm có Ben, Gwen và Kevin. Tất cả các phiên bản của trò chơi cho phép Ben biến thành Swampfire và Humongousaur; bản DS bao gồm Chromastone, Echo Echo và Goop, trong khi bản console là Big Chill, Spidermonkey và Jetray.
Trò chơi điện tử có tên Ben 10 Ultimate Alien: Cosmic Destruction

## Phát sóng
Tại Trung Quốc, bộ phim từng được phát sóng trên kênh Jiajia Cartoon (嘉佳卡通) - kênh truyền hình vệ tinh dành cho thiếu nhi của Đài Phát thanh và Truyền hình Quảng Đông (GDTV), một cơ quan truyền thông trực thuộc tỉnh Quảng Đông, Trung Quốc, trong thời gian từ tháng 9 đến tháng 11 năm 2014, và từ ngày 3 đến ngày 15 tháng 6 năm 2015. Đây cũng là kênh truyền hình đầu tiên và duy nhất tại Trung Quốc phát sóng bộ phim này cho đến thời điểm hiện tại. Từ tháng 12 năm 2017, bộ phim chuyển sang phát sóng trên ứng dụng Tencent Video của công ty Tencent (Hầu hết các tập yêu cầu có tài khoản VIP để xem trọn vẹn nội dung, ngoại trừ tập 1 và tập 21. Tuy nhiên vì lý do bản quyền, toàn bộ 52 tập của bộ phim không thể xem ở ngoài Trung Quốc đại lục, trừ khi sử dụng mạng VPN).